# Prins-reactie
De Prins-reactie is een reactie uit de organische chemie tussen een carbonylverbinding (aldehyde of keton, 2 in het schema) en een onverzadigde koolwaterstofverbinding (alkeen of alkyn, 1) met een zuur als katalysator.
De Prins-reactie bestaat uit een elektrofiele additie gevolgd door de additie van een nucleofiel aan het gevormde intermediair product. Het uiteindelijke product hangt af van de reactieomstandigheden:
- in aanwezigheid van water en een zuur is het reactieproduct van een alkeen met formaldehyde een 1,3-diol (3)
- bij afwezigheid van water vindt dehydratie plaats tot het corresponderende allylalcohol 4[1].
- met een overmaat formaldehyde en bij lage reactietemperatuur is het product een dioxaan 5.

De Prins-reactie kan ook uitgevoerd worden in een carbonzuur als oplosmiddel; dan worden de overeenkomstige esters gevormd.
De Nederlandse scheikundige Hendrik Jacobus Prins beschreef de reactie voor het eerst in 1919 in een artikel in het Chemisch Weekblad. Hij voerde de reactie uit met formaldehyde en styreen, pineen, kamfer, eugenol, isosafrol en amethol. De reactie met styreen is:

## Reactiemechanisme
- Het zuur protoneert de carbonylverbinding 2, zodat een oxonium-ion 3 ontstaat.
- Het alkeen 1 voert een elektrofiele additie hierop uit, waaruit een carbokation-intermediair 4 ontstaat. Dit carbokation kan op verschillende manieren verder reageren:
  - zwart: eliminatie tot het allylalcohol 7
  - blauw: met water of een ander geschikt nucleofiel wordt het intermediair ion 5 gevormd en ten slotte het diol 6
  - groen: in een overmaat van de carbonylverbinding reageert het met een tweede carbonylverbinding tot het intermediair ion, waarin de positieve lading verdeeld is over zuurstof en koolstof in de resonantiestructuren 8 en 8b.  Ringsluiting geeft via het intermediair 9 het dioxaan 10.
  - grijs: enkel in zeer specifieke gevallen, en wanneer het carbokation zeer stabiel is, kan een oxetaan 12 ontstaan via het intermediair 11.

## Toepassingen
In 1937 werd de Prins-reactie van isobuteen met formaldehyde tot 4,4-dimethyl-1,3-dioxaan en 3-methyl-1,3-butaandiol gebruikt als onderdeel van de synthese van isopreen waarmee synthetisch rubber kan vervaardigd worden:
Een latere ontwikkeling hiervan is het "IFP-proces" (Institut Français du Pétrole). Isobuteen reageert met een overmaat formaldehyde tot de cyclische ether 4,4-dimethyl-1,3-dioxaan. De pyrolyse daarvan levert isopreen, water en formaldehyde, dat opnieuw kan ingezet worden.
De Prins-reactie wordt veel toegepast voor de synthese van aroma- en parfumstoffen. Een voorbeeld is de intramoleculaire Prins-reactie van citronellal (citronellal is zowel een alkeen als een aldehyde) tot isopulegol.
De Prins-reactie vormt ook een stap in de totaalsynthese van een aantal natuurlijke stoffen, zoals in die van exiguolide :